# Neil L. Whitehead
(Esta página es una traducción del inglés al español de la página de Neil L. Whitehead. El enlace de la página original se encuentra en la sección de Enlaces externos.)
Neil L. Whitehead (19 Marcha 1956 @– 22 Marcha 2012) era un antropólogo inglés, quién es conocido por su trabajo en la antropología de violencia, chamanismo oscuro (y kanaimà Guyanés en particular), correo-antropología humana y la antropología histórica de América Del sur y el Caribe.

## Premios
- James Henry Breasted Premio (Asociación Histórica americana) para "Indigenous Cartography in Lowland South America and the Carribean" en The History of Cartography II. 3, pp. 301–326. Ed. D. Woodward y G. M. Lewis. University of Chicago Press, 1998.
- El Premio Rasputín (Universidad de Wisconsin-Madison) por el libro Dark Shamans. Kanaimá and the Poetics of Violent Death.